# Kuna Yala
Kuna Yala o Guna Yala és una comarca indígena del Panamà, habitada per l'ètnia kuna, en llengua kuna significa "Terra Kuna". Antigament la comarca es deia San Blas. La capital és El Porvenir i no posseeix districtes, però si quatre corregimientos. Té una àrea de 2.340,7 km² i una població de 36.487 habitants (2004). Consisteix en una franja estreta de terra de 373 km de llarg en la costa est del Carib panameny, vorejant la província de Darién i Colòmbia. Un arxipèlag de 365 illes envolten la costa, de les quals 36 estan habitades.
L'estatut d'autonomia dels kuna es va reconèixer després de la revolució Tule el 25 de febrer de 1925, durant la qual Nele Kantule, de la localitat d'Ustupu, i Simral Satisfan, d'Ailigandí, lideraren un grup armat que va atacar als policies en les illes de Tupile i Ukupseni, ja que aquests eren acusats de suprimir els costums kuna i cometre abusos en diverses comunitats. En aquesta revolució es va proclamar l'efímera República de Tule, que es va separar del govern central panameny, encara que només va ser qüestió de dies. En 1938 es va establir la Comarca de San Blas, formada per les províncies de Panamà i Colón.
L'estructura governamental de Kuna Yala és definida en la Llei Orgànica 16 de 1953. El Congrés General Kuna és la màxima autoritat política de Kuna Yala: consisteix en representants de totes les comunitats de Kuna Yala que es reuneixen dues vegades a l'any. Els vots són presos per cada sahila de la comunitat.

## Comunitats de Kuna Yala

### Corrigimiento de Carti
- Wichupwala
- Nalunega
- Gorbiski
- Carti Mamidup
- Uargandup
- Ailidup
- Orosdup
- Mandi Ubgigandup
- Arridup
- Narasgandup Dummad o Naranja Grande
- Narasgandup Bipi o Naranja Chica
- Akwadup
- Carti Sugdupu
- Carti Mulatupu
- Carti Yandup
- Carti Tupile
- Mirya Ubgigandup o Soledad Miria
- Dupir o San Ignacio de Tupile
- Mormakedup o Isla Maquina
- Mamardup
- Urgandi
- Nusadup
- Uargandup
- Yandup o Narganá
- Akwanusadup o Corazon de Jesus
- Digir o Tigre
- Tikantiki o Niadup

### Corrigimiento de Ailigandi
- Magebgandi
- Nabagandi
- Aidirgandi
- Ukupa
- Irgandi
- Ukupseni o Playon Chico
- Dupir o San Ignacio de Tupile
- Aligandi
- Achutupu
- Mamitupu
- Ustupu
- Ogobsucun

### Corrigimiento de Mulatupu
- Mansucun
- Nabagandi
- Mulatupu
- Sasardi
- Tubuala
- Goedupu
- Isla Cuba
- Sukunya
- Yansipdiwar
- Anachukuna
- Armila
- Puerto Obaldia